# Deux-Sèvres
Deux-Sèvres là một tỉnh của Pháp, thuộc vùng hành chính Nouvelle-Aquitaine, tỉnh lỵ Niort, bao gồm 3 quận với các quận lỵ còn lại là: Bressuire, Parthenay.